# Thief River Falls
Thief River Falls is een plaats (city) in de Amerikaanse staat Minnesota, en valt bestuurlijk gezien onder Pennington County.

## Demografie
Bij de volkstelling in 2000 werd het aantal inwoners vastgesteld op 8410.
In 2006 is het aantal inwoners door het United States Census Bureau geschat op 8444, een stijging van 34 (0.4%).

## Geografie
Volgens het United States Census Bureau beslaat de plaats een oppervlakte van
13,0 km², waarvan 12,4 km² land en 0,6 km² water. Thief River Falls ligt op ongeveer 332 m boven zeeniveau.

## Plaatsen in de nabije omgeving
De onderstaande figuur toont nabijgelegen plaatsen in een straal van 28 km rond Thief River Falls.